# Icesave
Icesave var ett varumärke för sparande över Internet inom isländska Landsbanki Íslands.
Icesave erbjöd 2006-08 sparkonton med hög avkastning till kunder i Storbritannien (från oktober 2006) och Nederländerna (från maj 2008) och avsåg att utvidga sin inlåningsverksamhet till ytterligare länder 2008 och 2009.

## Konflikt om kompensation för spararna
Icesaves krasch ledde till hårda diplomatiska påtryckningar från de brittiska och nederländska regeringarna, senare också från EU-kommissionen, mot den isländska staten för att kompensera bankspararna.
Den isländska regeringen har vid tre tillfällen efter en förhandlingslösning med dessa regeringar lagt fram kompensationsförslag till alltinget. Vi det första tillfället beslöt alltinget i augusti 2009 att begränsa kompensationen, vilket inte accepterades av de brittiska och nederländska regeringarna. Vi det andra tillfället godkände alltinget regeringens förslag i december 2009, men presidenten vägrade utfärda lagen. Därefter beslöts att folkomröstning skulle hållas i mars 2010, varvid förslaget röstades ned.
I februari 2011 godkände alltinget ett tredje förslag, vilket dock ej heller accepterade av presidenten och därefter också fälldes i en folkomröstning i april 2011.
I januari 2013 friade Efta-domstolen den isländska regeringen för direkt betalningsansvar gentemot spararna i Icesaves krasch.